# Joseph Fitzgerald (jégkorongozó)
Joseph Francis „Joe” Fitzgerald (Brighton, Massachusetts, 1904. október 10. – Needham, Massachusetts, 1987. március 20.) olimpiai ezüstérmes amerikai          jégkorongozó, tanár, edző.
A Boston College-on játszott, mint jégkorongozó, baseballjátékos és amerikaifutball-játékos. 1928-ban diplomázott, mint tanár és tovább játszott amatőrként. Az 1932. évi téli olimpiai játékokon, a jégkorongtornán, Lake Placidban, játszott a amerikai jégkorong-válogatottban. Csak négy csapat indult. Oda-visszavágós rendszer volt. A kanadaiaktól kikaptak 2–1-re, majd 2–2-es döntetlent játszottak. A németeket 7–0-ra és 8–0-ra győzték le, végül a lengyeleket 5–0-ra és 4–1-re verték. Ez az olimpia világbajnokságnak is számított, így világbajnoki ezüstérmesek is lettek. Csak a lengyelek ellen 5–0-ra megnyert mérkőzésen játszott és nem ütött gólt.
Később matematikatanár és edző lett. 1970-ben ment nyugdíjba.